# بوب سينكلير
 بوب سينكلير  (بالفرنسية: Bob Sinclar)‏ (ولد كريستوف لو فرايانت في 10 مايو 1969) هو منتج أسطوانات، عازف موسيقى هاوس، دي جي، ريمكس فرنسي 
, استطاعت أغانيه الراقصة أن تضعه في مكان بارز على الخارطة الموسيقية العالمية، بفضل أغانيه التي أخذت صدى عالمياً وخاصة في أوروبا مثل «لوف جينيرايشن» " Love Generation " (مع غاري باين) و «وورلد هولد أون» "World, Hold On" (مع ستيف ادواردز).

## وصلات خارجية
- بوب سينكلير على موقع IMDb (الإنجليزية)
- بوب سينكلير على موقع ميوزك برينز (الإنجليزية)
- بوب سينكلير على موقع ميوزك برينز (الإنجليزية)
- بوب سينكلير على موقع أول ميوزيك (الإنجليزية)
- بوب سينكلير على موقع أول ميوزيك (الإنجليزية)
- بوب سينكلير على موقع ديسكوغز (الإنجليزية)
- بوب سينكلير على موقع ديسكوغز (الإنجليزية)

- Bob Sinclar — official site
- Bob Sinclar — Twitter official site
- Bob Sinclar — MySpace official site
- Bob Sinclar discography at Discogs